# Polynema abdominale
Polynema abdominale är en stekelart som beskrevs av Soyka 1956. Polynema abdominale ingår i släktet Polynema och familjen dvärgsteklar. Inga underarter finns listade i Catalogue of Life.